# Bernard Blier
Bernard Blier (11 de enero de 1916 – 29 de marzo de 1989) fue un actor teatral, cinematográfico y televisivo de nacionalidad francesa.

## Biografía
Su padre, Jules Blier, era biólogo del Instituto Pasteur y a causa de sus obligaciones laborales, Bernard nació en Buenos Aires, Argentina. 
De nuevo en Francia, la familia Blier se instaló en París, donde Bernard cursó sin entusiasmo estudios en el Liceo Condorcet. Abandonando poco a poco el estudio, empezó a tomar clases de teatro en 1931.
Debutó en la escena en 1934 en La Ciotat, y después se inscribió en el Conservatoire national supérieur d'art dramatique, en París, donde acudía a la clase de Louis Jouvet. En el Conservatorio conoció a dos grandes personalidades con las que trabó una duradera amistad: François Périer y Gérard Oury. 
En esa época hizo algunas actuaciones teatrales, trabajando también en el cine con Hôtel du Nord, film dirigido por Marcel Carné en 1938, y en el que actuaban Arletty y Louis Jouvet. Posteriormente rodó Le jour se lève (1939), con Jean Gabin, iniciándose una larga amistad entre ambos intérpretes. 
En julio de 1939 finalizó su formación en el Conservatorio, aunque no se le concedió premio alguno. Al mismo tiempo, estalló la Segunda Guerra Mundial. Movilizado, sirvió en un regimiento de infantería en Mayenne. Tras la invasión del 10 de mayo de 1940, fue apresado e internado en un campo de prisioneros en Austria (el Stalag XVII-A). Tras un año, perdió 27 kilos y fue repatriado como sanitario. De nuevo en París, presenta un nuevo físico, el de un seductor. Amigos como Christian-Jaque, Claude Autant-Lara y Marcel Achard le permitieron sobrevivir ofreciéndole pequeños papeles cinematográficos y teatrales. Tras la Liberación, encadenó una película tras otra, y cada tarde trabajaba en el teatro y la radio. 
En los años 1950 hizo actuaciones de reparto a las órdenes de los más prestigiosos directores, pero no fue hasta principios de la siguiente década cuando obtuvo papeles a su medida. En 1958 el cine italiano le proporcionó papeles dramáticos a la altura de su talento, rodando más de treinta filmes en ese país. Su colaboración con Georges Lautner, Henri Verneuil y Michel Audiard, que le escribió textos a su medida, hicieron de él un actor clave del cine francés. 
Los años 1960 fueron los años del éxito, durante los cuales interpretó papeles inolvidables en filmes considerados clásicos. En los mismos pudo dar réplica a actores como Jean Gabin, Jean-Paul Belmondo, Lino Ventura o Louis de Funès, con los cuales rodaba en un ambiente de buen humor y amistad. También rodó filmes sin pretensiones, en los cuales destacó con sus personajes de gánsteres torpes acompañando a Jean Lefebvre (Les Tontons flingueurs, Le cave se rebiffe, Quand passent les faisans, Du mou dans la gâchette, C'est pas parce qu'on a rien à dire qu'il faut fermer sa gueule…). A finales de la década, su carrera se estancó en Francia, pero, a comienzos de la siguiente, una nueva generación de directores le permitió renovar el éxito. 
Blier rodó en compañía de Pierre Richard y Jean Yanne, que le confían la interpretación de personajes cínicos. El público pedía más, y él actuó en una película tras otra. En 1975 llegó un gran momento: trabajó bajo la dirección de su hijo en Calmos. El film no tuvo el éxito esperado, pero padre e hijo conlaboraron en 1979 con Buffet froid, una obra maestra del humor negro. Mientras tanto, en 1976 volvió al teatro para trabajar en À vos souhaits, obra representada en el Teatro de los Campos Elíseos. En 1981 actuó en Le Nombril, de Jean Anouilh, en el Teatro de l'Atelier, en París. 
La década de 1980 la pasó sobre todo en Italia, donde fue considerado un mito. El 20 de junio de 1986 fue galardonado con un Premio David de Donatello al mejor actor de reparto por Pourvu que ce soit une fille. En 1985 le diagnosticaron un cáncer de próstata. Sus allegados prefirieron ocultarle la verdad, y él siguió encadenando rodajes mientras la enfermedad llegaba a afectar a los huesos. 
El cine francés le concedió el César honorífico en 1989. Cuando en el Théâtre de l'Empire recibió el premio, Bernard Blier ya no era más que una sombra de sí mismo, caminando a pequeños pasos para recibir la estatuilla de manos de Michel Serrault. Bernard Blier falleció el 29 de marzo de 1989 en la clínica Val d'Or, en Saint-Cloud, como consecuencia de su cáncer.

## Vida privada
En abril de 1938 Blier se casó con Gisèle Brunet, con la que tuvo un hijo, nacido el 14 de marzo de 1939, Bertrand Blier, futuro director cinematográfico.
En 1960, con 44 años de edad, conoció en Pontarlier a Annette Martin, veinte años menor que él, con la que se casó, tras múltiples peripecias, el 6 de octubre de 1965, y con la cual permaneció hasta el momento de su muerte.

## Televisión
- 1959 : Spécial Noël / Jean Gabin, documental de Frédéric Rossif con participación de Bernard Blier
- 1970 : Au théâtre ce soir : Le Mari, la Femme et la Mort, de André Roussin, escenografía de Raymond Rouleau, dirección de Pierre Sabbagh, Teatro Marigny
- 1973 : La escuela de las mujeres, de Molière, escenografía de Raymond Rouleau
- 1978 : Portrait de Jacques Dufilho, documental de François Chatel
- 1979 : Feu la mère de Madame, de Georges Feydeau, dirección de Jeannette Hubert
- 1979 : On purge bébé, de Georges Feydeau, dirección de Jeannette Hubert

## Teatro
- Les Plaisirs de l'été, Théâtre de Paris
- 1934 : Las preciosas ridículas, de Molière
- 1934 : Los enredos de Scapin, de Molière
- 1935 : Rouge !, de Henri Duvernois, Teatro Saint-Georges
- 1936 : Interlude, de Lucien Dabril y Gabriel-Emme, escenografía de Gabriel-Emme, Teatro de la Nouvelle Comédie
- 1937 : Altitude 3200, de Julien Luchaire, escenografía de Raymond Rouleau, Teatro de l'Étoile
- 1937 : L'Homme qui se donnait la comédie, de Emlyn Williams, escenografía de Pierre Brasseur, Teatro Antoine
- 1938 : Septembre, de Constance Coline, escenografía de René Rocher, Théâtre du Vieux-Colombier
- 1939 : L'Amant de paille, de Marc-Gilbert Sauvajon y André Bost, escenografía de Jean Wall, Teatro Michel
- 1939 : Mailloche, de René Dorin, Teatro de la Madeleine
- 1941 : Mamouret, de Jean Sarment, escenografía de Charles Dullin, Théâtre de Paris
- 1941 : La Nuit de printemps, de Pierre Ducrocq, escenografía del autor, Teatro Saint-Georges
- 1941 : Le Mariage en trois leçons, de Julien Luchaire, escenografía de Jacques Grétillat, Teatro des Ambassadeurs
- 1942 : Mademoiselle de Panama, de Marcel Achard, escenografía de Marcel Herrand, Teatro des Mathurins
- 1942 : Colinette, de Marcel Achard, escenografía de Pierre Dux, Théâtre de l'Athénée
- 1944 : Monsieur chasse !, de Georges Feydeau, escenografía de Jean Darcante, Le Palace (París)
- 1945 : N'importe comment !, de Noel Coward, escenografía de Jean Wall, (Le Spectacle des Alliés) Teatro Pigalle
- 1945 : Une demande en mariage, de Antón Chéjov, escenografía de Jean Meyer, (Le Spectacle des Alliés) Teatro Pigalle
- 1946 : Maria, de André Obey, Teatro de los Campos Elíseos
- 1946 : Auprès de ma blonde, de Marcel Achard, escenografía de Pierre Fresnay, Teatro de la Michodière
- 1948 : Auprès de ma blonde, de Marcel Achard, escenografía de Pierre Fresnay, Teatro des Célestins
- 1949 : Le Petit Café, de Tristan Bernard, escenografía de Yves Mirande, Teatro Antoine
- 1950 : Victor, de Henry Bernstein, escenografía del autor, Teatro des Ambassadeurs
- 1952 : Les Compagnons de la marjolaine, de Marcel Achard, escenografía de Yves Robert, Teatro Antoine
- 1953 : Désiré, de Sacha Guitry, escenografía del autor, Théâtre royal du Parc
- 1954 : Crime parfait, de Frederick Knott, escenografía de Georges Vitaly, Teatro del Ambigu-Comique
- 1954 : Le Mari, la Femme et la Mort, de André Roussin, escenografía de Louis Ducreux, Teatro des Ambassadeurs y Teatro des Célestins
- 1956 : Le Mari, la Femme et la Mort, de André Roussin, escenografía de Louis Ducreux, Teatro des Célestins, giras Karsenty
- 1958 : Lucy Crown, de Irwin Shaw, escenografía de Pierre Dux, Théâtre de Paris
- 1959 : Doce hombres sin piedad, de Reginald Rose, escenografía de Michel Vitold, gira
- 1964 : Photo-finish, de Peter Ustinov, escenografía del autor, Teatro des Ambassadeurs
- 1968 : C'est malin !, de Fulbert Janin, escenografía de Michel Roux, Teatro des Ambassadeurs
- 1971 : Galapagos, de Jean Chatenet, escenografía de Bernard Blier, Teatro de la Madeleine
- 1972 : Le Faiseur, de Honoré de Balzac, escenografía de Pierre Franck, Teatro Montansier, Teatro des Célestins, gira
- 1973 : L'Homme en question, de Félicien Marceau, escenografía de Pierre Franck, Teatro de l'Atelier
- 1976 : À vos souhaits, de Pierre Chesnot, escenografía de Claude Sainval, Teatro de los Campos Elíseos
- 1978 : Boulevard Feydeau, piezas de Georges Feydeau: Feu la mère de Madame, On purge bébé, escenografía de Raymond Gérome, con Danielle Darrieux y Louis Seigner, Teatro des Variétés
- 1981 : Le Nombril, de Jean Anouilh, escenografía de Jean Anouilh y Roland Piétri, Teatro de l'Atelier
- 1982 : Le Nombril, de Jean Anouilh, escenografía de Jean Anouilh y Roland Piétri, Giras Herbert-Karsenty

Director
- 1955 : L'Ami de la famille, de Jean Sommet, Comédie Caumartin
- 1971 : Galapagos, de Jean Chatenet, Teatro de la Madeleine